# 石橋秀雄
石橋 秀雄（いしばし ひでお、1944年10月13日 - ）は、日本の牧師。前日本基督教団総会議長。

## 人物
1944年、満洲国新京特別市生まれ。1970年3月、東京神学大学大学院博士課程修了、神学博士。2010年より2022年まで日本基督教団総会議長。2021年、文化庁長官表彰。